# Turybiusz
Turybiusz – imię męskie pochodzenia łacińskiego, wywodzące się od nazwy rodowej o nieznanym znaczeniu. Jednym z patronów tego imienia jest św. Turybiusz, biskup Limy z XVI wieku.
W innych językach:
- łacina – Turibius, Thuribius, Thoribius[2].

Turybiusz imieniny obchodzi 23 marca i 16 kwietnia.